# Lilltjärnen (Norsjö socken, Västerbotten, 722079-167496)
Lilltjärnen är en sjö i Norsjö kommun i Västerbotten och ingår i Skellefteälvens huvudavrinningsområde.